# Савченко, Евгений Павлович
Евгений Павлович Савченко (30 июня 1925, Ука, Камчатская губерния — не ранее 1987) — советский передовик рыбной промышленности. Заслуженный работник рыбного хозяйства РСФСР (1987). Герой Социалистического Труда (1971).

## Биография
Родился 30 июня 1925 года в селе Ука (ныне — в Карагинском районе Камчатского края) в многодетной семье рыбака.
С 1937 года начал трудовую деятельность в рыболовецком колхозе в селе Ука. В годы Великой Отечественной войны добровольцем попросился на фронт, но был оставлен в колхозе как специалист-рыболов. За ударный труд в военные годы Е. П. Савченко был награжден медалью «За доблестный труд в Великой Отечественной войне 1941—1945 гг.».
После войны стал бригадиром рыболовецкой бригады ставного невода рыболовецкого колхоза имени XIII годовщины Октября в посёлке Ивашка Карагинского района Корякского автономного округа Камчатской области. За четвертую (1946—1950) и пятую (1951—1955) пятилетки руководимый Е. П. Савченко коллектив ловцов добыл 46 тысяч 700 центнеров рыбы, из которых 18 тысяч 500 центнеров лососевых. В седьмой пятилетке (1959—1965) добыча возросла до 55 тысяч 600 центнеров, из них 32 тысячи 700 центнеров лосося.
13 апреля 1963 года Указом Президиума Верховного Совета СССР «за большие успехи в достижении высоких показателей добычи рыбы и производства рыбной продукции» Е. П. Савченко был награждён Орденом Трудового Красного Знамени.
Руководимая им бригада вышла победителем и в социалистическом соревновании за достойную встречу 100-летия со дня рождения В. И. Ленина (22 апреля 1970), и в соревновании за досрочное выполнение плана восьмой пятилетки (1966—1970), выловив 23 тысячи 587 центнеров рыбы вместо плановых 13 тысяч 200 центнеров. На 2 неводах из 14 работала бригада в 1970 году, добыв 15 тысяч 600 центнеров лосося.
26 апреля 1971 года Указом Президиума Верховного Совета СССР «за выдающиеся успехи, достигнутые в выполнении заданий пятилетнего плана по развитию рыбного хозяйства» Евгений Павлович Савченко был удостоен звания Героя Социалистического Труда с вручением Ордена Ленина и золотой медали «Серп и Молот».
19 июля 1971 года бригада ставного невода под его руководством выловила с начала путины — 15 тысяч 635 центнеров лосося вместо 11 тысяч плановых. Свою девятую пятилетку (1971—1975) бригада выполнила ещё в 1973 году, а в 1975 году завершила первый год десятой пятилетки (1976—1980) и поймала в счет 1977 года 160 тонн. Всего же бригада Савченко за пятилетку взяла 2170 тонн при плане 1860 тонн. В 1987 году Е. П. Савченко было присвоено почётное звание Заслуженный работник рыбного хозяйства РСФСР.
После выхода на пенсию жил в посёлке Ивашка Карагинского района.

## Награды
- Медаль «Серп и Молот» (26.04.1971)
- Орден Ленина (26.04.1971)
- Орден Трудового Красного Знамени (13.04.1963)
- Медаль «За доблестный труд в Великой Отечественной войне 1941—1945 гг.»

### Звание
- Заслуженный работник рыбного хозяйства РСФСР (1987)